# 왕립기마근위연대
왕립기마근위연대 (청색)(Royal Regiment of Horse Guards (The Blues); RHG)는 영국 육군의 기병 연대다. 왕실기병대 중 하나였다.
1650년 8월 올리버 크롬웰의 명령에 따라 기마연대(Regiment of Horse)로 편성되었다. 1660년 왕정복고 이후 옥스퍼드 백작 연대(Earl of Oxford's Regiment)로 개칭했다. 이 때부터 다른 영국군의 붉은색 제복과 달리 푸른색 제복을 착용해 "청색연대(Blues)"라는 별명이 붙었다. 1750년 왕립청색기마근위대(Royal Horse Guards Blue)로 개칭했다가 1877년 최종적으로 왕립기마근위대(Royal Horse Guards (The Blues))가 된다.
나폴레옹 전쟁을 비롯한 많은 주요 전쟁에 종군한 부대로, 워털루 전투의 왕실여단에 속해 싸우기도 했다. 1918년 제1차 세계대전기에는 근위기관총연대 제3대대로 편성되었다. 제2차 세계대전 때는 왕실기병혼성연대에 속했다. 1969년 제1왕립용기병대와 통폐합되어 왕립기마근위대-제1용기병대(속칭 블루스 앤 로열스)를 형성하여 사라졌다.

## 같이 보기
- 영국 육군